# Stenchaetothrips langkawiensis
Stenchaetothrips langkawiensis is een tripsensoort uit de tripsenfamilie Thripidae. De soort werd voor het eerst benoemd door Ng en Mound in 2012. De soort is endemisch in Maleisië.